# Dubbelausee
Der Dubbelausee ist ein Baggersee in der Gemeinde Rieste im Landkreis Osnabrück, Niedersachsen.
Der See liegt nördlich von Osnabrück am Rand des Hochwasserrückhaltebecks Alfhausen-Riese. Er entstand durch Bodenabbau für die Dämme des Hochwasserrückhaltebeckens. Er ist in Nord-Süd-Richtung etwa 360 Meter und in West-Ost-Richtung etwa 400 Meter lang. Der See ist bis zu 4 Meter tief.
Der See wird bewirtschaftet. Er ist Teil des Alfsee Ferien- und Erlebnisparks. Am Ostufer des Sees befindet sich ein etwa 250 Meter langer Badestrand mit einer Liegewiese. Für Wasserski- und Wakeboardfahrer steht eine Wasserskianlage mit drei Liften zur Verfügung, die 1981 mit zunächst einem Wasserskilift eröffnet wurde. Am Ostufer des Sees stehen verschiedene weitere Freizeiteinrichtungen zur Verfügung. Sanitäre Anlagen und Umkleiden sind vorhanden.